# Еппінг (переписна місцевість, Нью-Гемпшир)
Еппінг (англ. Epping) — переписна місцевість (CDP) в США, в окрузі Рокінґгем штату Нью-Гемпшир. Населення — 2693 особи (2020).

## Географія
Еппінг розташований за координатами 43°2′5″ пн. ш. 71°5′27″ зх. д. / 43.03472° пн. ш. 71.09083° зх. д. (43.034709, -71.090922).  За даними Бюро перепису населення США в 2010 році переписна місцевість мала площу 6,88 км², уся площа — суходіл.

## Демографія
Згідно з переписом 2010 року, у переписній місцевості мешкала 1681 особа в 766 домогосподарствах у складі 447 родин. Густота населення становила 244 особи/км².  Було 847 помешкань (123/км²).
Расовий склад населення:
| - 96,7 % — білих - 1,0 % — азіатів - 0,2 % — чорних або афроамериканців - 0,1 % — корінних американців |

До двох чи більше рас належало 1,8 %. Частка іспаномовних становила 1,2 % від усіх жителів.
За віковим діапазоном населення розподілялося таким чином: 18,2 % — особи молодші 18 років, 63,7 % — особи у віці 18—64 років, 18,1 % — особи у віці 65 років та старші. Медіана віку мешканця становила 43,4 року. На 100 осіб жіночої статі у переписній місцевості припадало 87,8 чоловіків;  на 100 жінок у віці від 18 років та старших — 83,1 чоловіків також старших 18 років.
Середній дохід на одне домашнє господарство  становив 64 737 доларів США (медіана — 50 438), а середній дохід на одну сім'ю — 77 704 долари (медіана — 57 083). Медіана доходів становила 50 917 доларів для чоловіків та 48 447 доларів для жінок. За межею бідності перебувало 9,5 % осіб, у тому числі 27,1 % дітей у віці до 18 років та 0,0 % осіб у віці 65 років та старших.
Цивільне працевлаштоване населення становило 751 особа. Основні галузі зайнятості: освіта, охорона здоров'я та соціальна допомога — 23,7 %, будівництво — 22,4 %, фінанси, страхування та нерухомість — 15,0 %, роздрібна торгівля — 12,6 %.